# Villa Monastero
La Villa Monastero es una histórica residencia del lago de Como en Italia.

## Historia
El palacete se sitúa en un sitio de gran interés arqueológico como demuestra el hallazgo de unos umbos de escudo, hoy conservados en el Museo Arqueológico Paolo Giovio en Como. Una antigua muralla rodea el complejo, ya que originariamente formaba parte de una instalación militar perteneciente al antiguo sistema fortificado de la isla Comacina. Además, al interior de la muralla se encontraba un oratorio dedicado a San Giovanni.
Entre el 1209 y el 1211 un grupo de monjas benedictinas procedientes del monasterio de los Santos Faustino y Giovita, antiguamente situado en la isla Comacina, se estableció en ese lugar. Las monjas regormaron el viejo oratorio y construyeron allí cerca su nuevo monasterio, finalmente suprimido en el 1786.
La propiedad entonces se convirtió en una residencia de veraneo. unos nuevos trabajos de remodelación incluyeron la demolición del antiguo oratorio y de gran parte del convento, aunque algunas porciones murarias de ese último quedan englobadas en el edificio actual. Actualmente el inmueble, que sigue siendo propiedad privada, funciona como lugar para acontecimientos como fiestas de bodas y convenciones corporativas.

## Descripción
La villa se sitúa en el pueblo de Lenno en la comuna de Tremezzina.